# Niphonympha
Niphonympha é um gênero de mariposa pertencente à família Acrolepiidae.